# Johannes Greber

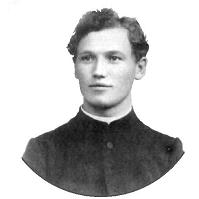
Johannes Greber

Johannes Greber (* 2. Mai 1874 in Wenigerath bei Bernkastel; † 31. März 1944 in Teaneck, New Jersey) war ein ehemaliger katholischer Priester und Reichstagsabgeordneter. Er war Verfasser eines Werkes des christlichen Spiritismus; zudem schrieb er eine spiritistisch geprägte Übersetzung des Neuen Testamentes und gründete eine eigene spiritistische Kirche.

## Leben
Greber stammte aus einer Kleinbauernfamilie aus Wenigerath. Aufgrund seiner Begabung und dank der finanziellen Unterstützung des Dorfpfarrers konnte er das Abitur machen und am Priesterseminar in Trier katholische Theologie studieren. Am 31. März 1900 wurde er zum Priester geweiht. Am 1. Mai 1904 trat er seine erste Pfarrstelle in Obergondershausen im Hunsrück an. Er war vor allem diakonisch tätig. Wegen der herrschenden Armut  und der großen Not der Familien mit Kranken gründete und leitete er einen Hilfsbund. Zudem befasste er sich mit der Behandlung von Krankheiten in Anlehnung an die Methoden von Kneipp. Im Krieg begann Greber, hungernde Kinder in Bauernfamilien zur Pflege zu verschicken. Bis Kriegsende konnte er 14.175 Kinder in die Niederlande und weitere 6000 Kinder in deutsche Pflegefamilien verschicken. Beides, den Hilfsbund und die Pflegeaktion, führte Greber gegen den anfänglichen Widerstand seines Bischofs durch.
Von Januar bis November 1918 war er Mitglied des Deutschen Reichstags für die Deutsche Zentrumspartei und vertrat den Wahlkreis Koblenz 3 (Koblenz-Stadt, St. Goar). Am 31. Mai 1921 wurde er wieder als Pfarrer in die Pfarrei Kell im Brohltal eingesetzt, das zur kreisfreien Stadt Andernach gehört. Zugleich leitete er seinen Hilfsbund weiter, dessen Büro sich in Koblenz befand.
1923 kam Greber in Kontakt mit einem spiritistischen Kreis, den er trotz eines Verbots durch den Bischof beibehielt. Um einer Amtsenthebung zuvorzukommen, bat er zum 31. Dezember 1925 um seine Beurlaubung, verlegte seinen Wohnsitz nach Koblenz und arbeitete überwiegend für seinen Hilfsbund. Politisch trat Greber noch einmal bei der Reichstagswahl 1928 hervor, als eine nach ihm benannte Pfarrer-Greber-Partei in den Reichswahlkreisen Köln-Aachen und Koblenz-Trier kandidierte. Der Wählerzuspruch war mit knapp 10.000 Stimmen gering, in letzterem Wahlkreis erreichte die Partei 1,4 Prozent. Eine Reichsliste wurde nicht erstellt, die Stimmen kamen der Wirtschaftspartei zugute, spielten aber keine Rolle für die Mandatsverteilung.
Trotz seiner Konzentration auf die Arbeit im Hilfsbund galt für ihn weiter das Spiritismusverbot, weswegen Greber 1929 zu Freunden nach New York umsiedelte. Dort gründete Greber selbst einen spiritistischen Kreis, heiratete 1931 und bekam zwei Söhne. Greber starb plötzlich am 31. März 1944, vermutlich an einem Herzschlag.

## Theologische Positionen

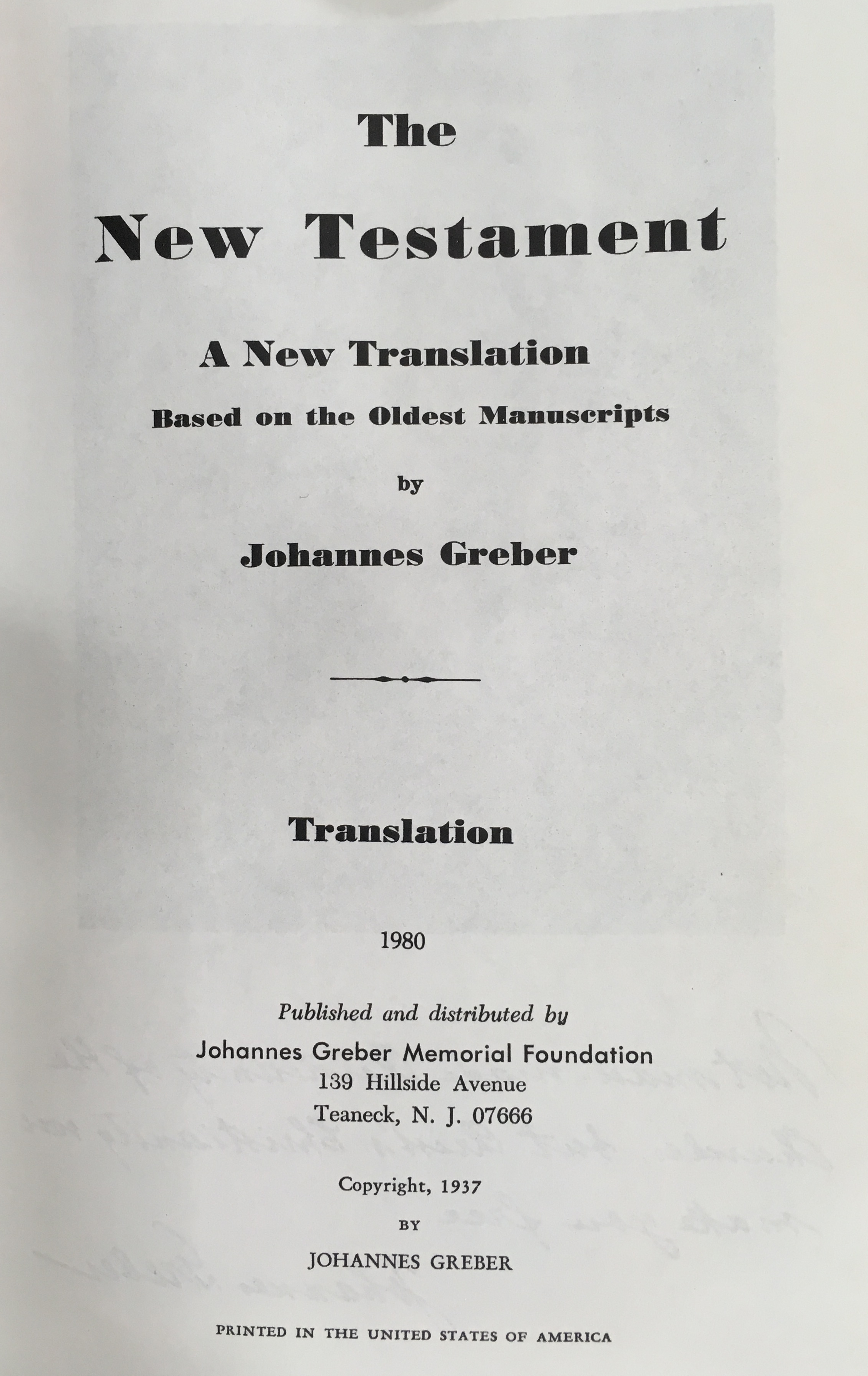

Greber entfernte sich ab 1925 zunehmend von der katholischen Kirche. 1929 wanderte er in die Vereinigten Staaten aus und gründete dort eine spiritistische Gemeinde. 1932 verfasste er das Buch Der Verkehr mit der Geisterwelt, seine Gesetze und sein Zweck, in dem er seine Erfahrungen mit einem spiritistischen Kreis und dessen Tieftrancemedium Erich Zimmermann, einem 16- bis 17-jährigen Jungen, schildert. Dieses Buch wurde den Medien Grebers Beschreibung zufolge von einem besonderen Engel diktiert.

Johannes Greber vertrat eine moderne Form der arianischen Lehre, wonach Christus als erstgeschaffener Sohn Gottes und somit als ein von Gott unabhängiges, freies Geistwesen angesehen wird. Sein dualistischer Gegenspieler ist nach Greber sein abgefallener Bruder Luzifer. Statt vom Heiligen Geist spricht Greber von der heiligen Geisterwelt Gottes, die der Menschheit dienend zur Seite stehe.
Moderne Anhänger seiner Lehren bezeichnen sich auch als „Geistchristen“ und werden dem sogenannten „Geistchristentum“ zugerechnet, verschiedenen Gruppierungen, die Aussagen des Neuen Testaments zum Heiligen Geist auf jenseitige Geister beziehen und mit diesen durch Medien in Kontakt gestanden haben wollen.

## Werke
- Der Verkehr mit der Geisterwelt Gottes, seine Gesetze und sein Zweck. Selbsterlebnisse eines katholischen Geistlichen. 9. Aufl. Johannes Greber Memorial Foundation, Teaneck N.J. 1986, ISBN 3-87667-067-5.
- The New Testament: A New Translation Based Upon the Latest Manuscripts. 1937.
  - Das Neue Testament. Adaptiert vom Spirituelle Christen e. V., Göppingen 2001, ISBN 3-9808576-2-X.